# 美因河
美因河（德語：Main，發音：[ˈmaɪn] ⓘ）是德国境内的一条河流，流经巴伐利亚州、巴登-符腾堡州和黑森州，全长524公里（包括源流为574公里），最终在美因茨注入萊茵河。
美因河是萊茵河東岸最大的支流，沿河上溯，還可透過美茵-多瑙河運河與黑海連通，頗具航利。相對於許多國際河川，全段皆在德國境內者，美因河長度排行第一。
美因河由两条河汇流而成，一条长50公里，发源于弗兰肯汝拉山；另一条长41公里，发源于菲希特尔山。美因河的主要支流有雷格尼茨河、法蘭克尼亞薩勒河、陶伯河和尼达河。
美因河经过的主要城市包括布格昆施塔特、施韦因富特、福尔卡赫、基青根、马克特布赖特、奥克森富特、维尔茨堡、韦尔特海姆、米尔滕贝格、阿沙芬堡、塞利根施塔特、哈瑙、奥芬巴赫、法兰克福和美因茨等。
美因河支流（长度大于40km）